# Guglielmo Pepe

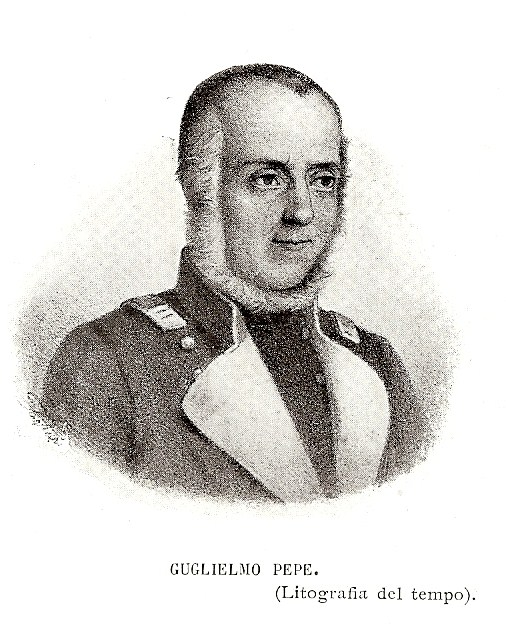
Guglielmo Pepe

Guglielmo Pepe (Squillace, 13 februari 1783 - Turijn, 8 augustus 1855) was een Italiaans generaal die geboren werd in Squillace in Calabrië. Hij was de broer van Florestano Pepe en de neef van Gabriele Pepe. Hij trouwde met de Schotse Marianne Coventry.

## Biografie
Op jonge leeftijd trad hij toe tot het leger, via de Militaire School Nunziatella. In 1799 nam hij geïnspireerd door de Franse Revolutie, deel aan de Parthenopeïsche Republiek. Hij vocht tegen de troepen van de Bourbons onder kardinaal Ruffo, werd gevangengenomen en verbannen naar Frankrijk. Hij ging bij het leger van Napoleon en had dienst bij verschillende veldtochten, waaronder die in het Napolitaanse rijk, eerst onder Joseph Bonaparte en later onder Joachim Murat.
Pepe keerde in 1813 met de rang van generaal terug naar Italië om het Napolitaanse leger te reorganiseren. Toen het nieuws van de val van Napoleon (1814) Italië bereikte, probeerden Pepe en verschillende andere generaals Murat te dwingen een grondwet te ondertekenen die het koninkrijk moest sparen van buitenlandse invasies en de terugkeer van de Bourbons. Zonder succes.
Na de ontsnapping van Napoleon van Elba (1815), plaatste Murat zich na enige aarzeling aan de kant van de keizer. Hij voerde de oorlog tegen de Oostenrijkers met Pepe in zijn team. Na een aantal gevechten werden de Napolitanen gedwongen zich terug te trekken na de Slag bij Tolentino (waar Pepe aan deelnam). Uiteindelijk stemden ze in met het Verdrag van Casalanza waardoor Murat het koninkrijk moest verlaten. De Napolitaanse officieren behielden wel hun rang onder Ferdinand IV die nu de troon van Napels opnieuw had verworven.
Pepe organiseerde de carbonari in een nationale militie die hij zou gebruiken voor politieke doeleinden. Hij had gehoopt dat de koning een grondwet zou toekennen. Die kwam er pas in juli 1820. Na een opstand in Sicilië te hebben onderdrukt, werd Pepe benoemd tot inspecteur-generaal van het leger.

## Werken
- Relazione delle circostanze relative agli avvenimenti politici e militari in Napoli nel 1820 e 1821 [...] (1822)
- Memorie (1847)
- L'Italie politique et ses rapports avec la France et l'Angleterre (1848)
- Casi d'Italia negli anni 1847, 48 e 49 : continuazione delle memorie del generale Guglielmo Pepe (1851)

- Biblioteca Nacional de España: XX1394560
- Bibliothèque nationale de France: cb12544528v (data)
- CiNii: DA15082246
- Gemeinsame Normdatei: 116077778
- International Standard Name Identifier: 0000 0001 1748 5575
- Library of Congress Control Number: n85312162
- Bibliotheek van het Japanse parlement: 00769915
- Nationale Bibliotheek van Israël: 987007277572605171
- Nationale Bibliotheek van Polen: a0000001137392
- Nederlandse Thesaurus van Auteursnamen: 070549850
- Istituto Centrale per il Catalogo Unico: LO1V076080
- SNAC: w68k7q5r
- Système universitaire de documentation: 086095765
- Virtual International Authority File: 19791309
- WorldCat: E39PBJghkmcfVgf4kBgcxwxv73